# Ban Polje
Ban Polje är en ort i Bosnien och Hercegovina.   Den ligger i entiteten Republika Srpska, i den östra delen av landet, 80 kilometer öster om huvudstaden Sarajevo. Ban Polje ligger 451 meter över havet och antalet invånare är 178.
Terrängen runt Ban Polje är kuperad åt sydost, men åt nordväst är den bergig. Ban Polje ligger nere i en dal. Närmaste större samhälle är Višegrad, 1,1 kilometer nordväst om Ban Polje. 
I omgivningarna runt Ban Polje växer i huvudsak blandskog. Runt Ban Polje är det ganska tätbefolkat, med 67 invånare per kvadratkilometer.